# Me pido la ventana
Me pido la ventana se trata de un monólogo teatral, realizado por Andrés López un comediante colombiano que ha alcanzado la fama gracias a otra obra, La pelota de letras, la cual se convirtió en un fenómeno de masas ya que es innovadora, pues se trata de un monólogo: un género teatral muy poco conocido en Latinoamérica y que ha tenido muy buena acogida entre el público latino. 
Esta obra es, por decirlo así, una continuación de la primera obra de este autor. Y recoge las vivencias a lo largo de su adolescencia y mediante estas trata de compararlas con esta etapa de la vida de todos los colombianos y como resultado, obtiene que, si no todos, la mayoría de personas han vivido las mismas situaciones que él en ese momento de su vida. 

## Argumento
"Me pido la ventana" narra episodios comunes de la vida: pasos para un rumbeo, anécdotas de exámenes, la pre-pubertad, la vida en la oficina, el matrimonio, el noviazgo, entre otras incidencias. El particular nombre de su nueva obra se lo puso en honor a una anécdota: cuando él tenía 16 años de edad pertenecía a un grupo de rock que se llamaba "Me pido la ventana"; López relató que lo echaron de la banda y entonces decidió ser cuentero. 

## Obra Audiovisual
El 23 de abril de 2007 lanzó al mercado su nuevo DVD Me Pido La Ventana. El DVD de Me Pido la Ventana es la segunda producción audiovisual de Andrés con Universal Music. El DVD de Me Pido la Ventana fue lanzado al mercado antes de realizar cualquier presentación en vivo e hizo merecedor a su autor del DVD de Diamante por Universal Music el 12 de julio de 2007. 
Con esta obra y bajo un contenido universal Andrés a su estilo único abarca temas de su talento de cuentero, de vida en pareja, universidad y en la oficina. Todo este contenido fue creado por su autor antes de la obra "La Pelota de Letras".

## Versión Frutica Picada
Después de realizar el tour en Canadá, Colombia, Estados Unidos y España con su obra Me Pido la Ventana, el contenido de esta cambió notoriamente, sobre todo después de haber realizado la presentación con IMPROV y Comedy Central, las cadenas de comedia más importantes en Estados Unidos, en el festival South Beach Comedy Festival. Por ello Andrés decidió lanzar al mercado su tercera obra Audiovisual el DVD de "Me Pido la Ventana con Frutica Picada", la novedosa versión de "Me Pido la Ventana". A dicho material también le agregó nuevas características digitales producidas por su equipo de trabajo Colombiano, animaciones y efectos visuales.
Con la nueva versión Andrés se ha presentado en Costa Rica, Queens NY, Fort Myers y Miami.